# Stefan Gatt
Stefan Gatt (* 8. Juli 1970 in Wien) ist ein österreichischer Bergsteiger, Sportwissenschaftler und Fotograf.

## Leben
Im Mai 1996 gelang einem Team unter seiner Leitung am Cho Oyu die Bergung eines Verletzten aus 7.500 m in liegender Haltung. 1999 befuhr er diesen Berg mit dem Snowboard. Er bestieg als vierter Österreicher am 22. Mai 2001 den Mount Everest ohne zusätzlichen Sauerstoff. Er ist der erste und bislang auch einzige, der vom Gipfel ohne Zusatzsauerstoff mit dem Snowboard abgefahren ist.
In Patagonien realisierte er mehrere Erstbegehungen.
Stefan Gatt lebt mit seiner Gattin und seinen zwei Töchtern in Linz.

## Werke
- Survival Handbuch Führung, München 2016, ISBN 978-3-446-44373-0.
- Unverschämt glücklich, Goldegg 2015, ISBN 978-3-902991-77-5.
- Sicher lernen Outdoors, Zielverlag 2006, ISBN 978-3-937-210-79-7.
- Crazy Climbs, Rosenheim 2004, ISBN 3-475-53591-2.
- Zero Accident, Alling 1998, ISBN 3-929221-44-6.